# メイプルタウン物語 (映画)
『メイプルタウン物語』（メイプルタウンものがたり）は1986年のアニメ映画。『東映まんがまつり』の一作。

## 概要
テレビアニメ『メイプルタウン物語』の劇場用新作版。
現在『プリキュアシリーズ』を継続している「朝日放送・東映アニメーション・アサツー ディ・ケイ」アニメ路線の劇場版は、1985年3月16日に「東映まんがまつり」内で公開された『とんがり帽子のメモル』に次いで2作目だが、『メモル』は既にTV版が終了しており、しかも内容はTV版第24・25話のブローアップ再編集版だったため、「TV継続中に公開」「完全新作」は本作品が初である。
本作はパティと友達が気球に乗せてもらうも、悪漢グレテルが気球に乗り込んだ事から大騒ぎになる展開となっている。
なおシリーズ次作『新メイプルタウン物語 パームタウン編』は翌1987年3月14日に「東映まんがまつり」内で劇場版が公開されたが、これは『新』第1話をブローアップし、更に本作の最終回をパティの回想シーンにブローアップ挿入した作品であり、劇場用新作は製作されなかった。

## 上映データ
| 公開日 上映時間 | 1986年（昭和61年）                                                                                                | 7月12日 | 日本 | 24分 |
| サイズ          | カラー | ワイド | 映倫No.25105 | 映倫No.25105 |
| 同時上映        | 「ゲゲゲの鬼太郎 最強妖怪軍団!日本上陸!!」 「キャプテン翼 世界大決戦!!Jr.ワールドカップ」 「ハイスクール!奇面組」 | 「ゲゲゲの鬼太郎 最強妖怪軍団!日本上陸!!」 「キャプテン翼 世界大決戦!!Jr.ワールドカップ」 「ハイスクール!奇面組」 | 「ゲゲゲの鬼太郎 最強妖怪軍団!日本上陸!!」 「キャプテン翼 世界大決戦!!Jr.ワールドカップ」 「ハイスクール!奇面組」 | 「ゲゲゲの鬼太郎 最強妖怪軍団!日本上陸!!」 「キャプテン翼 世界大決戦!!Jr.ワールドカップ」 「ハイスクール!奇面組」 |

## ストーリー
メイプルタウンに住む少女パティの友人ジョニーは、空を飛ぶ鳥を見て、自分も空を飛びたいと思っていた。パティは親友のボビー、お嬢様のダイアナとともにその願いを叶えてあげたいと思っていた矢先、気球を積んだトラックが現れた。気球を運んでいたおじさんは空からメイプルタウンの写真を撮ろうとしていた。そこでパティ・ボビー・ダイアナ・ジョニーも気球に乗せてもらう事に。ところがジョニーは高所恐怖症で、外の景色を見る事が出来ない。更にまずい事に、この気球に悪漢グレテルが乗り込んで暴れたため、グレテルは操縦士と共に外に放り出されてしまう。しかしジョニーの決死の活躍で、無事気球は着陸した。そしてジョニーの高所恐怖症も治ったのだ。

## キャスト
- パティ - 岡本麻弥
- ボビー - 塩屋翼
- 駐在 - 塩屋浩三
- グレテル - 屋良有作
- ハリソン - 野島昭生
- ナンシー - 坪井章子
- ジョニー - 竹村拓
- ダイアナ - 荘真由美
- 気球のおじさん - 神山卓三
- 助手A - 小林通孝
- 助手B - 山本公登志
- 助手C - 平野正人

## スタッフ
- 製作総指揮 - 今田智憲（東映動画）
- プロデューサー - 山口康男（東映動画）、高橋尚子（東映動画）
- 脚本 - 朝倉千筆
- キャラクターデザイン - 二宮常雄
- 連載 - 講談社（ディズニーランド、おともだち、たのしい幼稚園、テレビマガジン）
- 音楽 - 小坂明子
- 撮影監督 - 玉川芳行
- 編集 - 望月徹（タバック）
- 録音 - 池上信照（タバック）
- 美術監督 - 小林裕子、有川知子
- 作画監督 - 小松原一男
- 製作担当 - 横井三郎
- 原画 - 安藤正浩、才田俊次、小松原一男
- 動画 - 福井智子、駒井一也 他
- 背景 - 小林裕子、有川知子 他
- 仕上 - 横山浩子、風間洋子 他
- 特殊効果 - 大橋清
- ネガ編集 - 喜多伴子（タバック）
- 音響効果 - 伊藤道廣
- 音響効果制作 - E&Mプランニングセンター
- 選曲 - 渡辺添野（ビモス）
- 記録 - 樋口裕子
- 録音スタジオ、ダビングスタジオ - タバック
- 撮影 - 沖野雅英 他
- 監督助手 - 角銅博之
- 現像所 - 東映化学
- 監督 - 貝沢幸男
- アニメーション制作 - 東映動画
- 製作- 朝日放送、旭通信社、東映動画
- 配給- 東映

## 劇中歌
| 使用形態           | 曲名               | 唄                       | 作詞     | 作曲     | 編曲       |
| ------------------ | ------------------ | ------------------------ | -------- | -------- | ---------- |
| オープニングテーマ | メイプルタウン物語 | 山野さと子               | 小坂明子 | 小坂明子 | 信田かずお |
| エンディングテーマ | パティの日曜日     | 山野さと子               | 小坂明子 | 小坂明子 | 信田かずお |
| 挿入歌             | 風船旅行           | 岡本麻弥 塩屋翼 荘真由美 | 小坂明子 | 小坂明子 | 小坂明子   |

- OP・ED映像は、TV本編と同じ映像を使用。
- 劇中挿入歌「風船旅行」は日本コロムビアから過去に市販されたカセットテープ（ミュージックテープ）やCDにも未収録の楽曲である。

## 映像ソフト
- 東映ビデオからビデオソフト（VHS）が発売&レンタルされたが、既に絶版。現在は、2013年10月30日にTCエンタテインメントから発売されたDVD-BOX・Part2に、映像特典として収録されている。